# Puchar Europy Strongman KBI 2008
Puchar Europy Strongman KBI 2008 – indywidualne zawody europejskich siłaczy.
Data: 1 sierpnia 2008 r.

Miejsce: Staszów  Polska

WYNIKI ZAWODÓW:
| Miejsce | Zawodnik            | Kraj   | Punkty |
| ------- | ------------------- | ------ | ------ |
| 1.      | Žydrūnas Savickas   | Litwa  |        |
| 2.      | Ervin Katona        | Serbia |        |
| 3.      | Michał Szymerowski  | Polska |        |
| 4.      | Przemysław Mościcki | Polska |        |
| 5.      | Tomasz Kowal        | Polska |        |
| 6.      | Gabriel Kowalski    | Polska |        |
| 7.      | Tyberiusz Kowalczyk | Polska |        |
| 8.      | Ireneusz Kuraś      | Polska |        |